# Jal (Novo México)
Jal é uma cidade localizada no estado americano de Novo México, no Condado de Lea.

## Demografia
Segundo o censo americano de 2000, a sua população era de 1996 habitantes.
Em 2006, foi estimada uma população de 2040, um aumento de 44 (2.2%).

## Geografia
De acordo com o United States Census Bureau tem uma área de
12,5 km², dos quais 12,5 km² cobertos por terra e 0,0 km² cobertos por água. Jal localiza-se a aproximadamente 936 m acima do nível do mar.

## Localidades na vizinhança
O diagrama seguinte representa as localidades num raio de 56 km ao redor de Jal.